# تويوتا كامري اكس في 20
تويوتا كامري اكس في 20 (بالإنجليزية: Toyota Camry )‏ هي سيارة من صناعة تويوتا أنتجت في 1996م وتوقف إنتاجها في 2001م.